# Золоцевская, Ангелина Дмитриевна
Ангелина Дмитриевна Золоцевская (урожд. Махновская; 3 июня 1902 — 3 марта 1963) — участница Гражданской и Великой Отечественной войн, кавалер Ордена Боевого Красного Знамени, после войны — заместитель заведующего Псковским областным отделом культуры.

## Биография
Ангелина Дмитриевна Золоцевская родилась 3 июня 1902 в селе Святые Горы (ныне Пушкинские Горы) Псковской губернии в семье швеи. Закончила Псковскую Александровскую гимназию, после чего, в 1918 году, вступила пулемётчицей в ряды Красной армии во Второй Красноармейский полк под командованием А. И. Черепанова.
Младшим командиром сражалась в составе 17-го Петроградского полка на Восточном фронте, где в марте 1919 года попала в плен к войскам адмирала Колчака. Содержалась в тюрьме Харбина, откуда ей удалось бежать. Находясь в подполье, работала агитатором. Боевой путь продолжила в партизанском отряде Сергея Лазо под Никольск-Уссурийским (современный Уссурийск), участвовала в боях с японскими интервентами.
Была инструктором политуправления Амурского фронта. В 1921 году получила ранение. Во время восстановительного периода училась. В 1921-1922 годах она – курсант Красноармейского университета 16 армии Беларуси. В последующие три года работала в библиотеках и клубах в Торопце, Смоленске, Саратове и Самаре. 
До 1930 года семья жила в Ленинграде, где Золоцевская по документам числилась домохозяйкой, но продолжала заниматься общественной работой и была членом Ленинградского горсовета. С 1930 года – заведовала библиотеками и вела просветительскую деятельность в воинских частях Новочеркасска и Ростове-на-Дону.
В годы Великой Отечественной войны преподавала в Бакинском (ранее Грозненском) пехотном военном училище. Получив в 1942 году известие о гибели двух сыновей — Владимира и Рэма — на фронте, отправилась в действующую армию и прошла Днепропетровск, Карпаты, всю Венгрию, закончив боевой путь в Праге. До 1945 года Ангелина Дмитриевна – начальник секретной части по управлению военными комендатурами 2-го Украинского фронта.
После демобилизации в 1946 году занимала должности заместителя заведующего Псковским областным отделом культуры и заведовала научно-методическим и библиографическим отделом Псковской областной библиотеки.
Скончалась 3 марта 1963 года в Пскове, похоронена на Мироносицком кладбище.

## Награды и память
- Кавалер Ордена Боевого Красного Знамени
- Медаль «За Победу над Германией в Великой Отечественной войне 1941—1945 гг.» и другие награды
- В 1964 году имя Ангелины Золоцевской было присвоено одной из улиц Пскова[7].